# Tahunacca
Tahunacca is een geslacht van uitgestorven weekdieren uit de klasse van de Gastropoda (slakken).

## Soorten
- Tahunacca acerva (Laws, 1933) †
- Tahunacca haasti (Marwick, 1924) †